# آلخاندرو گایینال
آلخاندرو گایینال (به اسپانایی: Alejandro Gallinal) یک منطقهٔ مسکونی در اروگوئه است که در Florida Department واقع شده‌است.

## خصوصیات
الجاندرو گالینال ۱٬۳۵۷ نفر جمعیت دارد.